# ゲームのアクセシビリティ
ゲームのアクセシビリティとは、年齢や障碍を持っているにかかわらず、あらゆる人々がゲームを行えるようにしていることである。

## テーブルゲーム、ボードゲーム

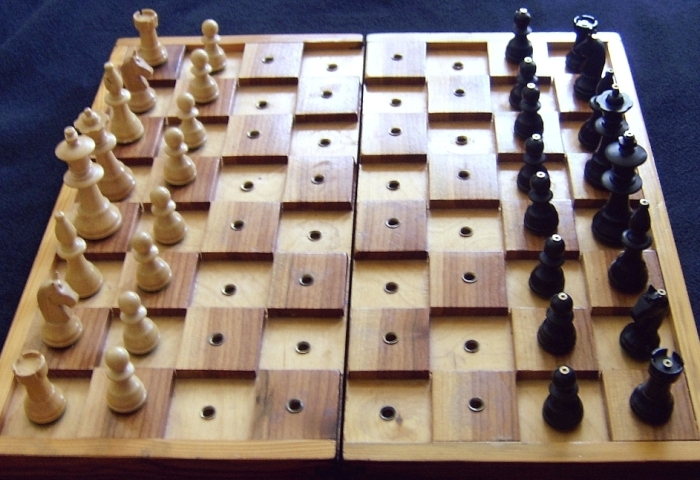
視覚障害者用のチェスボード

チェス、囲碁、将棋などの伝統的なテーブルゲームでは古くから視覚障害者のプレーヤーも存在しており、指先で位置を特定しやすく、触っても位置がずれない用具が考案されている。
視覚障害者の将棋指しは江戸時代に記録が残っており、石田流を考案した石田検校、天野宗歩と対局した石本検校などの実力者も現れている。
日本視覚障害者団体連合では全国視覚障害者将棋大会を主催している。
目隠し将棋や目隠しチェスは、優れた実力を見せるために行われているように高い空間認識能力が要求されることや、第三者の補助が無ければ不可能なものが多いなど、ビデオゲームより対応が遅れているという指摘がなされている。また玩具メーカーの担当者からは「健常者に比べて人口が少なく、製品の企画や開発が簡単ではない」という意見がある。
視覚障害者用の囲碁用具として、碁石に突起やマスにかみ合う溝を設けることで、石を置く場所が分かりやすく、触っても動かないものが利用されている。
視覚障碍者用チェスは、2018年アジアパラ競技大会の競技となっている。

## ビデオゲーム
ビデオゲームでの問題は、3つのカテゴリに分類できる。
1. 感覚機能によるもの。色覚異常により、色の違いが認識しにくいなど。音声が聞き取れないなど。
2. 身体障害によるもの。スイッチコントローラー（英語版）や視線で操作するアイトラッカーなどに対応できないか、それらで扱える操作量を超えるなど。
3. 認知障害によるもの。学習障害での読み書き計算能力の制限により、ゲームの文字を認識・理解・処理できないなど。

対応するため、オーディオゲームなどが開発・研究されてきた。
マイクロソフトは、2018年9月にXboxアダプティブコントローラーによる操作性の改善を行った。
ソニーは『The Last of Us Part II』などのアクセシビリティを考慮したタイトルを数多く発表した。
対戦型格闘ゲームの『ストリートファイター』シリーズは当初アクセシビリティを考慮していなかったが、キャラクターが向かい合うというシンプルな構図と、出した技により音が異なるという設計のため視覚障害者にもプレイしやすく、大会でも利用されていた。『ストリートファイター6』ではバリアフリーのeスポーツ大会の企画運営する企業の協力により、サウンドアクセシビリティ機能が追加された。
『ぷよぷよ』は色を判別できないとプレイが困難であると指摘されていたことから、2020年に発売された『SEGA AGES ぷよぷよ通』では背景色の明度を下げる機能や、色ではなく形状で識別できるモードが追加された。2018年に発売された『ぷよぷよeスポーツ』では、『SEGA AGES ぷよぷよ通』の反響を受けアップデートにより色覚特性に合わせた4種類（3色覚、1型2色覚、2型2色覚、3型2色覚）のフィルターや、形状のパターンを複数から選択できる機能を追加した。
『オーバーウォッチ』は操作方法を細かくカスタマイズできるようになっており、例えば片手で同時に照準合わせと攻撃を苦手とする場合は、照準を合わせる動作を切り替え式にして、攻撃をもう片方の手でできるようにすることができる。この機能により脳性まひを患うプレイヤーでも精密な操作が可能となっている。

### 対応の内容
手話の導入、字幕の表示、読み上げ機能、ゲームスピードの調整、色調の補正、操作法の変更などが挙げられる。
- 画面に表示される情報を代わりに音声（録音音声、合成音声、効果音）で出力する[11]。
- 色で識別するオブジェクトを形状で識別できるようにする[13]。
- ボタンの配置をカスタマイズできるようにする[15]。

### 対応の表彰
The Game Awards
- The Game Awards 2020（英語版）には、Innovation in Accessibility賞が新設され、『The Last of Us Part II』が受賞した他、『アサシン クリード ヴァルハラ』など様々なタイトルがノミネートされた。
- The Game Awards 2021（英語版）では、『Far Cry 6』が受賞した。
- The Game Awards 2022（英語版）では、『ゴッド・オブ・ウォー ラグナロク』が受賞した。

Video Game Accessibility Awards
ゲームのアクセシビリティを推進するアメリカの非営利団体AbleGamersが2020年から開催している。
評価の内容は、必要な情報を得るための代替手段及びインターフェース、テキストの明瞭さ、入力数の軽減、AIによる支援、マウスやコントローラーの精度調整、他のプレイヤーによる支援、操作のリマップ機能、練習用のコンテンツ、カットシーンや苦手な要素を含むコンテンツのスキップ、プレイヤーが独自のルールを設定できるなどが評価される。